# Струмовий шар

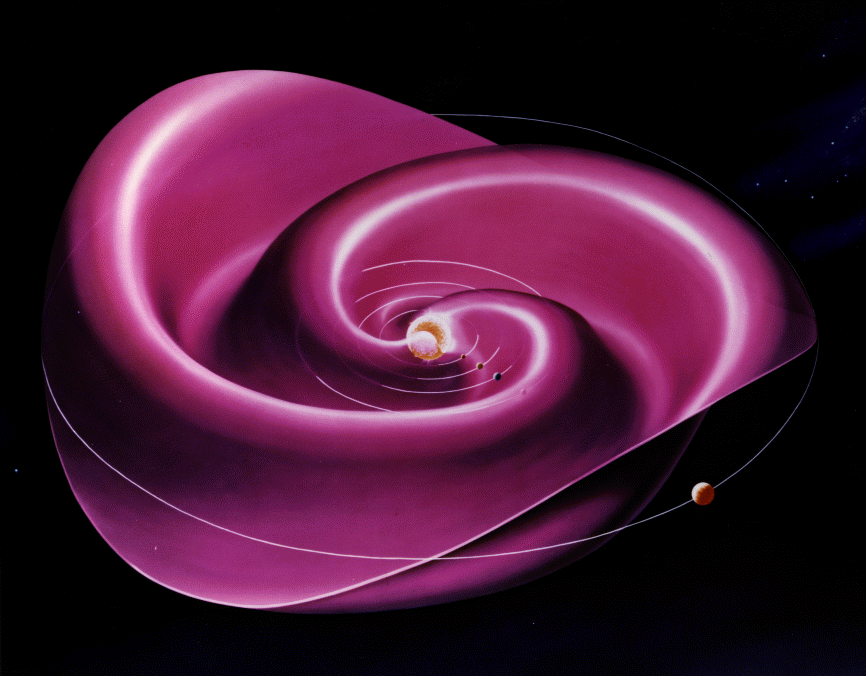
Геліосферний струмовий шар виникає внаслідок впливу обертового магнітного поля Сонця на плазму в міжпланетному середовищі

Струмовий шар — це електричний струм, який обмежений тече вздовж тонкої поверхні. Струмові шари широко представлені в магнітогідродинаміці, моделі електропровідних рідин: якщо через частину об'єму такої рідини протікає електричний струм, магнітні сили прагнуть витіснити його з рідини, стискаючи струм у тонкі шари, які проходять через об'єм.

## Роль у техніці й астрофізиці
Найбільший струмовий шар у Сонячній системі — це так званий геліосферний струмовий шар, який має близько 10 000 км завтовшки й простягається від Сонця за межі орбіти Плутона.
В астрофізичній плазмі, такій як сонячна корона, струмові шари теоретично можуть мати співвідношення сторін (ширина, поділена на товщину) до 100 000:1. Для порівняння, сторінки більшості книг мають співвідношення сторін близьке до 2000:1. Оскільки струмові шари настільки тонкі порівняно з їхнім розміром, їх часто розглядають так, ніби вони мають нульову товщину. Насправді, жоден струмовий шар не може бути нескінченно тонким, оскільки це вимагало б нескінченно швидкого руху носіїв заряду.
Струмові шари в плазмі накопичують енергію, збільшуючи щільність енергії магнітного поля. Багато плазмових нестабільностей виникають поблизу сильних струмових шарів, які схильні до колапсу, що спричиняє магнітне перез'єднання та швидке вивільнення накопиченої енергії. Цей процес є причиною сонячних спалахів та однією з причин труднощів магнітного утримування плазми для керованого термоядерного синтезу.

## Магнітне поле нескінченного струмового шару
Нескінченний струмовий шар можна змоделювати як нескінченну кількість паралельних дротів, по яких протікає однаковий струм. Припускаючи, що по кожному дроту протікає струм I, а на одиницю довжини припадає N дротів, магнітне поле можна визначити за допомогою закону Ампера:
{\displaystyle \oint _{R}\mathbf {B} \cdot \mathbf {dl} =\mu _{0}I_{\text{enc}}}
{\displaystyle \oint _{R}B\cos(\theta )\,dl=\mu _{0}I_{\text{enc}}}
R — прямокутна петля, що оточує струмовий шар, перпендикулярна до площини та перпендикулярна до дротів. З двох сторін, перпендикулярних до аркуша, {\displaystyle \mathbf {B} \cdot d\mathbf {s} =0}, оскільки {\displaystyle \cos(90^{\circ })=0}. З двох інших сторін, {\displaystyle \cos(0)=1}, тому, якщо S — одна паралельна сторона прямокутної петлі розмірами L × W, інтеграл спрощується до: {\displaystyle 2\int _{S}Bds=\mu _{0}I_{\text{enc}}}B є константою, і її можна вилучити з інтеграла: {\displaystyle 2B\int _{S}ds=\mu _{0}I_{\text{enc}}}Інтеграл обчислюється так: {\displaystyle 2BL=\mu _{0}I_{\text{enc}}}Розв'язуючи формулу для B, підставляючи Ienc (загальний струм, який проходить через контур R) як I × N × L та спрощуючи, отримуємо: {\displaystyle {\begin{aligned}B&={\frac {\mu _{0}I_{\text{enc}}}{2L}}={\frac {\mu _{0}INL}{2L}}\\[1ex]&={\frac {\mu _{0}IN}{2}}\end{aligned}}}Примітно, що напруженість магнітного поля нескінченного струмового шару не залежить від відстані від нього.
Напрямок вектора B можна знайти за допомогою правила правої руки.

## Шар Гарріса
Відомою одновимірною рівновагою струмового шару є шар Гарріса, який є стаціонарним розв'язком системи Максвелла-Власова. Профіль магнітного поля шарру Гарріса вздовж {\displaystyle y=0} задається {\displaystyle \mathbf {B} (y)=B_{0}\tanh \left({\frac {y}{\delta }}\right)\mathbf {\hat {x}} ,}де {\displaystyle B_{0}} – асимптотична напруженість магнітного поля, а {\displaystyle \delta } задає товщину струмового шару. Густина струму визначається формулою{\displaystyle \mathbf {J} (y)=-{\frac {B_{0}}{\mu _{0}\delta }}\operatorname {sech} ^{2}\left({\frac {y}{\delta }}\right)\mathbf {\hat {z}} .}Плазмовий тиск визначається як {\displaystyle p(y)={\frac {B_{0}^{2}}{2\mu _{0}}}\operatorname {sech} ^{2}\left({\frac {y}{\delta }}\right)+p_{0},}де {\displaystyle p_{0}} – тиск на асимптотично великій відстані.